# Dmytro Hrachov
Dmytro Olehovych Hrachov (Leópolis, 7 de fevereiro de 1981) é um arqueiro ucraniano, medalhista olímpico.

## Carreira
Dmytro Hrachov representou seu país nos Jogos Olímpicos em 2004 e 2012, ganhando a medalha de bronze por equipes em 2004.